# Rötelschwalbe
Die Rötelschwalbe (Cecropis rufula) ist eine Art aus der Familie der Schwalben.

## Beschreibung
Die Rötelschwalbe erreicht eine Länge von 16 bis 18 Zentimetern. Sie hat einen rotbraunen Bürzel, ein rotbraunes Nackenband und einen proportional langen, im Flug oft tief gegabelten Schwanz. Die Unterseite ist rahmfarben ohne dunklen Halsfleck. Sie fliegt langsamer als die Rauchschwalbe und scheint hin und wieder in der Luft zu stehen, weil sie häufig Aufwinde nutzt.
Sie gibt einen bezeichnend rauen, dünnen Flugruf von sich. Ihr Warnruf lautet „kier“. Der Gesang ist dem der Rauchschwalbe ähnlich, aber weniger melodisch.
Der frühere wissenschaftliche Name war Hirundo daurica. Neuere wissenschaftliche Erkenntnisse führten zur Namensänderung in Cecropis daurica.

## Verbreitung und Lebensraum

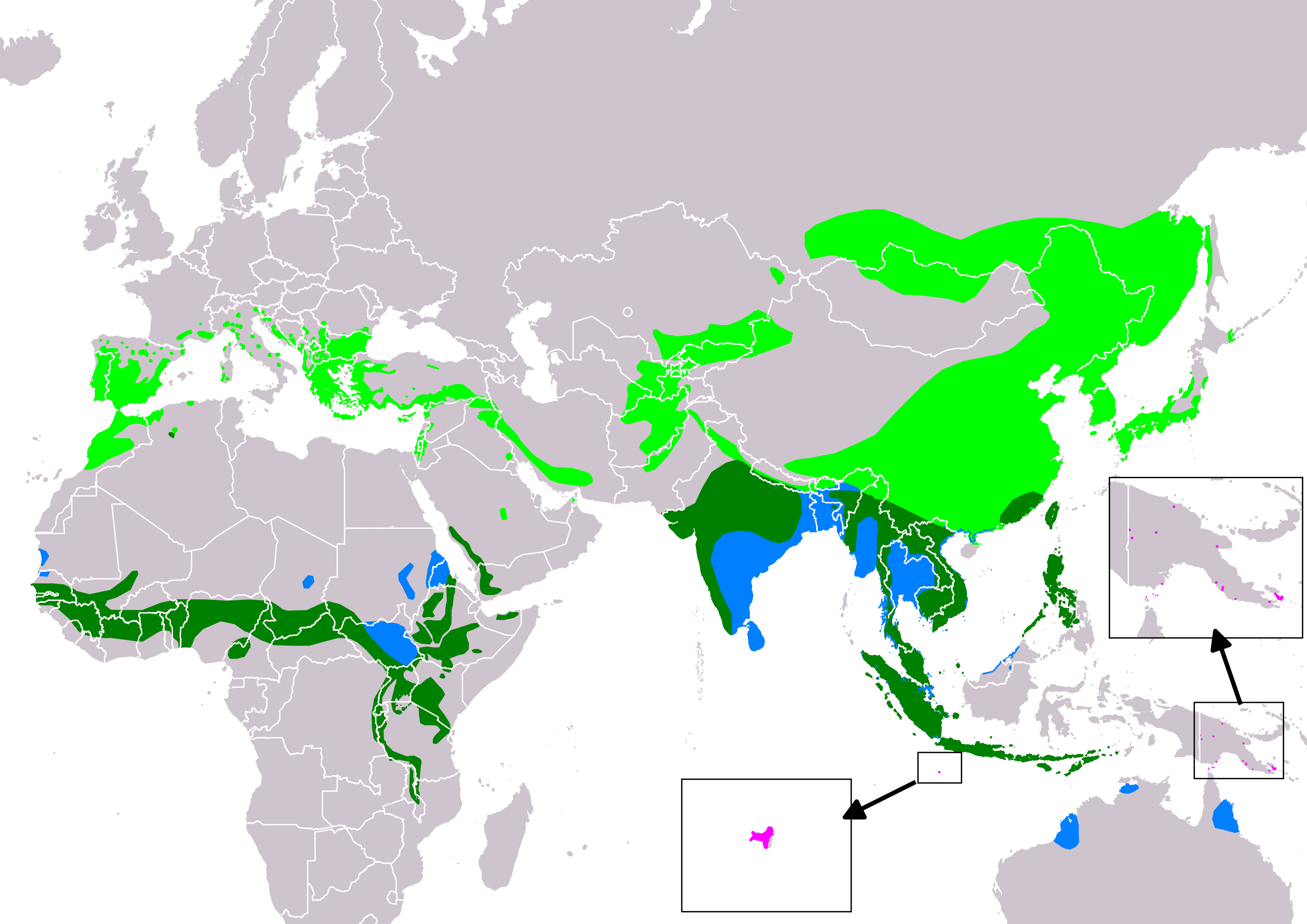
Verbreitungsgebiete der Rötelschwalbe:
Brutgebiete
Ganzjähriges Vorkommen
Überwinterungsgebiete
Streifzüge (Saisonalität unsicher)

Das Verbreitungsgebiet der Rötelschwalbe erstreckt sich vom Maghreb über die Iberische Halbinsel entlang dem Nord- und Ostrand des Mittelmeeres bis in den Irak, den Süden Irans und nach Mittelasien.  Rötelschwalben sind Zugvögel mit Überwinterungsgebieten in Afrika südlich der Sahara. 
Bis in die 1950er Jahre war die Rötelschwalbe ein extrem seltener und unregelmäßiger Irrgast in Mitteleuropa. Seitdem sich das Brutareal dieser Art in Südeuropa vergrößert hat, kommt sie fast alljährlich als Irrgast in Mitteleuropa vor. Arealerweiterungen gab es vor allem auf der iberischen Halbinsel, wo sie seit den 1950er Jahren ihr Brutareal veranderthalbfacht hat. Brutnachweise gibt es auch für den Süden Frankreichs und auf Korsika ist die Rötelschwalbe seit 1977 regelmäßiger Brutvogel. In Rumänien brüten seit den 1970er Jahren regelmäßig Rötelschwalben. Ihr Bestand ist mittlerweile auf zwanzig bis fünfzig Brutpaare angewachsen.
1855 wurde auf Helgoland die erste Rötelschwalbe in Deutschland nachgewiesen. Bis 1970 wurden nur zehn Rötelschwalben in Deutschland beobachtet. Von 1970 bis 2010 wurden dann 82 anerkannte Nachweise erbracht. Die meisten Beobachtungen in Deutschland wurden in der zweiten Aprilhälfte und in der ersten Maihälfte während des Heimzuges nach Südeuropa gemacht. Man nimmt an, dass Rötelschwalben, welche Mitteleuropa erreicht hatten, ihren Heimzug aus Afrika irrtümlich nach Norden verlängerten.
Die Rötelschwalbe hält sich immer in Gewässernähe auf. Ihr Nest baut sie in Häusern, Gemäuern, Höhlen und unter Brücken.

## Fortpflanzung

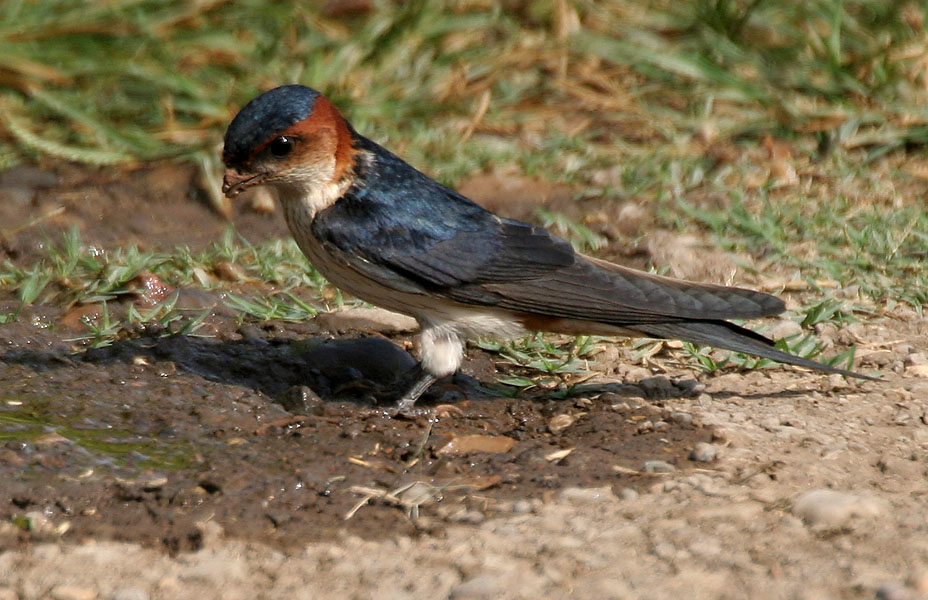
Eine Rötelschwalbe sammelt Schlamm zum Nestbau

Gelege der Rötelschwalbe

Das Nest wird aus Lehm und Speichel geformt und hat die Form einer halbierten Flasche, die an der Decke hängt. Die Länge des „Flaschenhalses“ kann bis zu einem halben Meter betragen. Die Brutzeit dauert 11 bis 16 Tage zwischen Mai und Juli. Die Nestlingsdauer beträgt 20–21 Tage.

## Nahrung
Die Nahrung besteht aus Insekten, die in der Luft gefangen werden.